# Anson Jones

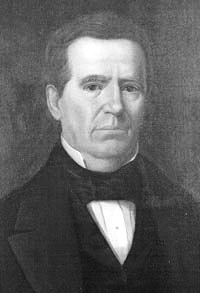
Anson Jones

Anson Jones (* 20. Januar 1798 in Great Barrington, Berkshire County, Massachusetts; † 9. Januar 1858 in Houston, Texas) war ein US-amerikanischer Mediziner, Unternehmer, Abgeordneter und letzter Präsident der Republik Texas.

## Leben
Jones wurde als Sohn von Solomon und Sarah (Strong) Jones in Great Barrington in Massachusetts geboren. In seiner Jugend wollte er eigentlich Drucker werden. Er wurde aber zu einem Medizinstudium gedrängt. Im Jahr 1820 wurde Jones die Approbation als Arzt in Oneida im Bundesstaat New York erteilt. Ab 1822 praktizierte er eher erfolglos in Bainbridge. Anschließend eröffnete er in Norwich in Vermont eine Apotheke. Auch dieses Unternehmen scheiterte schnell. Er geriet offenbar in finanzielle Schwierigkeiten und wurde in Philadelphia zwischenzeitlich wegen dieser Schulden verhaftet. Bis 1824 blieb er in der Stadt, wo er unter anderem als Lehrer tätig war. Dann zog er für zwei Jahre nach Venezuela. 1826 kam er nach Philadelphia zurück, wo er bis 1832 wieder im medizinischen Bereich tätig war. Anschließend zog er nach New Orleans, wo er sich als Händler betätigte. Nach einem Jahr gab er auf und zog nach Texas, wo er sich in Brazoria niederließ. Hier eröffnete er wieder eine Arztpraxis. 1835 wurde er politisch tätig und schloss sich der texanischen Unabhängigkeitsbewegung von Mexiko an. Während der Revolution in Texas war Jones Chirurg der texanischen Armee. Er wurde zunächst Mitglied im Repräsentantenhaus von Texas. Zwischen 1838 und 1839 vertrat er die Republik Texas als Botschafter in Washington, D.C. Von 1839 bis 1841 war er Abgeordneter des Senats der Republik Texas, außerdem war er bis 1844 Außenminister (Secretary of State) der Republik Texas. Jones war hinsichtlich des geplanten Beitritts seiner Republik zu den Vereinigten Staaten eher zögerlich. In dieser Frage fand er aber im texanischen Kongress, das einen Zusammenschluss befürwortete, keine Zustimmung.
Im September 1844 wurde er als Nachfolger von Sam Houston zum Präsidenten der Republik Texas gewählt. Auch als Präsident versuchte er unter anderem durch diplomatische Hilfe von Mexiko, den Anschluss an die USA zu verzögern. Das brachte Teile der texanischen Bevölkerung gegen ihn auf. Er wurde vom texanischen Kongress gerügt. Auch eine Amtsenthebung wurde erwogen. Man verzichtete schließlich auf diese Maßnahme. Allerdings wurden seine präsidialen Befugnisse eingeschränkt. Mit dem schließlich vollzogenen Beitritt von Texas zu den Vereinigten Staaten endete Jones’ Präsidentschaft endgültig.
Nach dem Ende seiner Präsidentschaft wurde Jones ein erfolgreicher Pflanzer in Texas und brachte es zu einem gewissen Reichtum. Politisch aber war er verärgert, dass man ihn nicht als US-Senator berücksichtigt hatte. Die beiden ersten texanischen Senatoren wurden Sam Houston und Thomas Jefferson Rusk. Seine bereits bestehende Abneigung gegen Houston wandelte sich in Hass. Jones war frustriert über die Entwicklung der politischen Ereignisse um Texas und wurde depressiv. Im Alter von 59 Jahren beging er mit einer Pistole Selbstmord.
Nach ihm ist Jones County in Texas benannt.